# Santo Antônio do Monte
Santo Antônio do Monte è un comune del Brasile nello Stato del Minas Gerais, parte della mesoregione dell'Oeste de Minas e della microregione di Divinópolis.